# Chickamaw Beach, Minnesota
Chickamaw Beach là một thành phố thuộc quận Cass, tiểu bang Minnesota, Hoa Kỳ. Năm 2010, dân số của thành phố này là 114 người.

## Dân số
- Dân số năm 2000: 148 người.
- Dân số năm 2010: 114 người.